# Man from the Black Hills
Man from the Black Hills è un film del 1952 diretto da Thomas Carr.
È un western statunitense con Johnny Mack Brown, James Ellison, Rand Brooks, Lane Bradford e I. Stanford Jolley.

## Produzione
Il film, diretto da Thomas Carr su una sceneggiatura di Joseph O'Donnell, fu prodotto da Vincent M. Fennelly per la Silvermine Productions e girato nell'Iverson Ranch a Chatsworth, Los Angeles, California, dal 16 al 20 novembre 1951.

## Distribuzione
Il film fu distribuito negli Stati Uniti dal 30 marzo 1952 al cinema dalla Monogram Pictures.